# Soedesco
Soedesco (также известная как Soedesco Publishing B.V., стилизованное написание SOΞDΞSCO) — независимый разработчик, издатель и дистрибьютор видеоигр. Компания была основана в 2002 году Соедешем Чаути и имеет штаб-квартиру в Hoogvliet, Роттердам, Нидерланды. Первоначально компания сосредоточилась на аксессуарах и игровых комплектах. В 2014 году начала заниматься издательской деятельностью на рынках Европы и Северной Америки. Большинство игр, издаваемых Soedesco, создаются независимыми европейскими разработчиками компьютерных игр. Компания выпускает цифровые и физические версии компьютерных игр на платформах Nintendo Switch, PC, Stadia, PlayStation Vita, PlayStation 3, PlayStation 4, PlayStation 5, Xbox One и Xbox Series X/S.
Soedesco состоит из отдела коммуникации, отдела креатива, отдела продюсирования и отдела разработки. Компания имеет собственную студию разработки видеоигр SOEDESCO Studios, офисы которой находятся в Hoogvliet, Роттердам, Нидерланды и Пльзень, Чехия.

## История

### Основание
Компания была основана в 2002 году Соедешем Чаути и имеет штаб-квартиру в Hoogvliet, Роттердам, Нидерланды. Первоначально компания сосредоточилась на игровых наборах и игровых аксессуарах, таких как рули.

### 2014 год
В 2014 году начала заниматься издательской деятельностью на рынках Европы и Северной Америки. Деятельность компании сильно различается в зависимости от требований разработчиков игр. Soedesco занимается производством физических игр, продажей, дизайном, возрастными рейтингами, рекламой, работой с социальными сетями и прессой, локализацией с переводом игры на другие языки. Soedesco также помогает разработчикам выпускать свои игры для игровых консолей, тестируя игру и составляя список ошибок. Игра не будет выпущена, пока они не будут исправлены. Иногда это занимает несколько месяцев. 

### 2015 год
В апреле 2015 года Soedesco приобрела права на франшизу Adam's Venture у разработчика Vertigo Games за 600 000 евро. После этого исполнительный директор Ханс ван Бракель в интервью Power Unlimited предположил, что это было крупнейшее приобретение голландской игровой интеллектуальной собственности на сегодняшний день, что-то говорит об амбициях компании. Также он добавил, что цель Soedesco — стать всемирно известным издателем, ежегодно выпускающим множество отличных игр.

### 2016 год
В 2014 году вышла игра Among the Sleep в цифровом виде на PC, PS4 и Xbox One. В апреле 2016 года издатель Soedesco объявил, что летом 2016 года во всём мире появятся физические копии игры Among the Sleep для платформ PC и PS4. Так как компания Krillbite была занята игрой Mosaic, то внутренняя студия Soedesco работала вместе с ней над физическим изданием Among the Sleep на PlayStation 4 и PC. После выхода улучшенного издания Among the Sleep: Enhanced Edition на PC в 2017 году, на PlayStation 4 и Xbox One в 2018 году, разработчики решили, что именно Soedesco лучше всего справится с портированием на Nintendo Switch. 21 января 2019 года студия Krillbite сообщила, что Soedesco выпустит Among the Sleep на Nintendo Switch в цифровом и физическом изданиях.
В июне 2016 года издатель Soedesco и разработчик Lone Hero Studios объявили, что платформер Rising Islands станет доступен 2 августа 2016 года в Steam. В честь этого был выпущен трейлер с демонстрацией игрового процесса.
В 2016 году издатель Soedesco и разработчик Abbey Games объявили, что игра Reus на PS4 и Xbox One выйдет в третьем квартале 2016 года в цифровом и коробочном изданиях. До этого игра вышла на PC в Steam в 2013 году.

### 2017 год
В феврале 2017 года издатель Soedesco анонсировал выход Rogue Stormers 31 марта 2017 года на PC, PS4 и Xbox One. В честь этого был выпущен трейлер с демонстрацией игрового процесса.
В апреле 2017 года издатель Soedesco и голландский разработчик Triangle Studios объявили, что ролевая музыкальная игра AereA станет доступна 30 июня 2017 года на PC, PS4 и Xbox One в цифровом виде и на физических носителях. В честь этого был выпущен трейлер.
В августе 2017 года в сервисе Steam уже были доступны для покупки игры Blackhole (разработанная компанией FiolaSoft) и Shiny (разработанная бразильской компанией Garage 227), а для покупки на платформах PS4 и Xbox One]была доступна цифровая версия игры Blackhole. В августе 2017 года издатель Soedesco объявил о партнерстве с российским издателем «1C», для розничной продажи новых инди-игр. Первыми играми, получившими в результате партнёрства коробочную физическую версию для платформ PS4 и Xbox One в начале 2018 года, стали Blackhole и Shiny. Ханс ван Бракель сообщил, что они рады, что компания «1С» доверилась их навыкам. Учитывая их опыт в издании коробочных игр и их выдающуюся поддержку в области маркетинга и связей с общественностью, они думают, что это будет долгосрочное сотрудничество. Николай Барышников, вице-президент компании «1С» по интерактивным развлечениям, сообщил, что они рады сотрудничеству с Soesdesco по вопросу издания коробочных версий для этих двух игр, потому что понимают, что всё ещё есть игроки, предпочитающие физические копии. Они надеются, что это сотрудничество продолжится и в будущем.
В компании Soedesco придумали идею игры Real Farm в жанре симулятора фермы, провела конкурс, чтобы узнать, кому доверить разработку. В результате был выбран разработчик Triangle Studios. В сентябре 2017 года издатель Soedesco анонсировал выход игры Real Farm на PC, PlayStation 4 и Xbox One 20 октября 2017 года. В честь этого был выпущен трейлер с демонстрацией игрового процесса, на странице которого было сообщено, что 20 октября 2017 года будут доступны физические и цифровые версии на PC, PlayStation 4 и Xbox One, а версии для платформ PlayStation 4 Pro, Xbox Series X/S и Nintendo Switch должны появиться позже.

### 2018 год
В феврале 2018 года Бас де Йонге — менеджер по маркетингу компании Soedesco — рассказал голландскому ресурсу Deeperlevel.nl, что однажды выложенный им трейлер игры на канале Sony Playstation сразу набрал 800 000 просмотров.
В феврале 2018 года стало известно, что компания Soedesco станет издателем эпизодической игры Elea болгарской студии Kyodai. В честь этого был выпущен тизер. В апреле 2018 года издатель Soedesco и студия Kyodai сообщили о выходе первого эпизода видеоигры Elea 24 апреля 2018 года в раннем доступе в Steam. Полноценный релиз был запланирован на лето 2018 года, в том числе на Xbox One. В Steam игра вышла 23 августа 2019 года. На Xbox One игра вышла в 6 сентября 2018 года. В начале июля 2019 года издатель Soedesco и разработчик Kyodai объявили, что игра Elea на PS4 выйдет 25 июля 2019 года. В честь этого был выпущен трейлер.
В мае 2018 года издатель Soedesco и канадский разработчик Creazn Studio сообщили, что игра Dollhouse будет выпускаться в цифровой и дисковой версиях. В честь этого разработчик выпустил видеообращение. 7 февраля 2019 года студии выпустили сюжетный трейлер. 28 марта 2019 года издатель Soedesco объявил в Twitter дату релиза Dollhouse — 24 мая 2019 года на PS4 и в Steam.
В июне 2018 года издатель Soedesco и разработчик Triangle Studios анонсировали компьютерную игру Truck Driver в жанре симулятора дальнобойщика для платформ Playstation 4, Xbox One и PC. В честь этого был выпущен трейлер. В конце мая 2019 года компании объявили, что игра на PlayStation 4 и Xbox One выйдет 19 сентября 2019 года в цифровом и коробочном издании, а затем на PC в Steam 11 ноября 2019 года. В честь этого был выпущен трейлер с датой релиза. В августе 2021 года издатель Soedesco объявил, что дополнение Heading North для Truck Driver на PlayStation 4, Xbox One, Nintendo Switch и PC выйдет 14 сентября  2021 года. В честь этого был выпущен трейлер с игровым процессом. Heading North вошло в состав издания Truck Driver: Premium Edition, которое вышло на PlayStation 5 и Xbox Series X/S 30 сентября 2021 года.
В конце августа 2018 года компания приняла участие в ежегодной международной выставке компьютерных игр Gamescom в Кёльне. Стенд компании № C060 D061 находился в зале № 2, уровень № 2. В честь этого предварительно был выпущен трейлер.

### 2019 год
В январе 2019 года издатель Soedesco и итальянский разработчик 3DClouds объявили, что игра Xenon Racer на PlayStation 4, Xbox One, Nintendo Switch и PC выйдет 26 марта 2019 года. В честь этого был выпущен трейлер c игровым процессом.
18 февраля 2019 года издатель Soedesco объявил в Twitter о выходе игры 8-bit Invaders! 26 февраля 2019 года на PS4 и Xbox One.
1 июля 2019 года компания Soedesco открыла еще одну студию разработки игр за пределами Нидерландов — в Пльзене, Чехия.
В октябре 2019 года издатель Soedesco и разработчик Zanardi and Liza выпустили трейлер раннего доступа игры DOG DUTY.
В ноябре 2019 года компания Soedesco объявила о том, что издаст двухмерный платформер Kaze and the Wild Masks от разработчика VOX Game Studio.
В декабре 2019 года во время 30-минутного мероприятия Inside Xbox компания Microsoft сообщила о некоторых играх, которые появятся на платформе Xbox Series X/S, и подтвердила, что для неё уже создаются «сотни игр», поддерживающих технологию Smart Delivery. Компания Soedesco была одним из 141 разработчиков, работающих над играми для Xbox Series X/S.

### 2020 год
В феврале 2014 года разработчик Team Junkfish анонсировал игру Monstrum на PC, выпустив трейлер. В феврале 2015 года он сообщил о выходе игры 29 января 2015 года в раннем доступе в Steam. В честь чего был выпущен трейлер. Monstrum вышла из раннего доступа 20 мая 2015 года. В апреле 2020 года компания Soedesco сообщила, что цифровая версия игры будет выпущена на платформах PlayStation 4, Xbox One и Nintendo Switch 22 мая 2020 года. В честь этого был выпущен трейлер. Также из-за Covid-19 выход физических копий был отложен на неопределённый срок.
В июне 2020 года издатель Soedesco объявил, что игра Monster Crown канадской студии Studio Aurum выйдет в раннем доступе в Steam 31 июля 2020 года. В честь этого был выпущен трейлер. Выпустить игру планируют также и на Nintendo Switch.

### 2021 год
В марте 2021 года издатель Soedesco и разработчик PixelHive объявили, что игра Kaze and the Wild Masks на PlayStation 4, Xbox One, Stadia, Nintendo Switch и в Steam выйдет 26 марта 2021 года. В честь этого события был показан новый трейлер.
В июле 2021 года издатель Soedesco и разработчик Red Martyr Entertainment объявили, что игра Saint Kotar будет выпущена на PC 28 октября 2021 года. 26 ноября 2021 года студии выпустили обновление игры, добавляющее новые звуковые эффекты и анимации, исправляющее некоторые баги, меняющее озвучку диалогов (чтобы сделать общую атмосферу более мрачной и насыщенной). В честь этого был выпущен трейлер. В конце марта 2022 года в результате обратной связи с сообществом компании сообщили о выходе финального обновления The Void для игры. В честь этого был выпущен трейлер.

## Участие в выставках
В конце августа 2018 года компания приняла участие в ежегодной международной выставке компьютерных игр Gamescom в Кёльне. Стенд компании № C060 D061 находился в зале № 2, уровень № 2. В честь этого предварительно был выпущен трейлер.

## Награды
После объявления о партнёрсте между Soedesco и «1С» в августе 2017 года Николай Барышников, вице-президент компании «1С» по интерактивным развлечениям, сообщил, что они рады сотрудничеству с Soesdesco по вопросу издания коробочных версий игр Blackhole и Shiny, потому что понимают, что всё ещё есть игроки, предпочитающие физические копии. Они надеются, что это сотрудничество продолжится и в будущем.

## Изданные игры
| Название                               | Год издания | Платформы                                                                    | Разработчик              | Ссылки                      |
| -------------------------------------- | ----------- | ---------------------------------------------------------------------------- | ------------------------ | --------------------------- |
| Teslagrad                              | 2013        | Дистрибуция Nintendo Switch, дистрибуция PlayStation Vita                    | Rain Games               | [ 23 ]                      |
| Among the Sleep                        | 2014        | Портирование на Nintendo Switch                                              | Krillbite Studio         | [ 7 ] [ 8 ] [ 23 ]          |
| Monstrum                               | 2015        | Nintendo Switch, PlayStation 4, Xbox One                                     | Team Junkfish            | [ 23 ] [ 51 ] [ 52 ]        |
| Ether One                              | 2015        | Microsoft Windows, PlayStation 4                                             | White Paper Games        | [ 26 ]                      |
| Enki                                   | 2015        | PC                                                                           | Storm in a Teacup        | [ 23 ]                      |
| Defunct                                | 2016        | PC, Nintendo Switch, PlayStation 4, Xbox One                                 | Freshly Squeezed         | [ 23 ]                      |
| Adam's Venture: Origins                | 2016        | PC, Nintendo Switch, PlayStation 4, Xbox One                                 | Vertigo Games            | [ 23 ]                      |
| 8-Bit Armies                           | 2016        | PlayStation 4, Xbox One                                                      | Petroglyph Games         | [ 23 ]                      |
| N.E.R.O.: Nothing Ever Remains Obscure | 2016        | PC, PlayStation 4                                                            | Storm in a Teacup        | [ 23 ]                      |
| Rising Islands                         | 2016        | PC                                                                           | Lone Hero Studios        | [ 9 ] [ 23 ]                |
| Reus                                   | 2016        | PS4, Xbox One                                                                | Abbey Games              | [ 11 ]                      |
| 8-Bit Hordes                           | 2016        | PlayStation 4, Xbox One                                                      | Petroglyph Games         | [ 23 ]                      |
| Girl and the Robot, The                | 2016        | PlayStation 4                                                                | Flying Carpets Games     | [ 23 ]                      |
| Wuppo                                  | 2016        | PC, PlayStation 4, Xbox One                                                  | Knuist & Perzik          | [ 23 ]                      |
| Owlboy                                 | 2016        | Дистрибуция Nintendo Switch, дистрибуция PlayStation 4                       | D-Pad Studio             | [ 23 ]                      |
| 8-Bit Invaders!                        | 2016        | PlayStation 4, Xbox One                                                      | Petroglyph Games         | [ 23 ] [ 44 ]               |
| World to the West                      | 2017        | PC, PlayStation 4, Xbox One, Wii U, macOS                                    | Rain Games               | [ 23 ]                      |
| AereA                                  | 2017        | PC, PlayStation 4, Xbox One, macOS                                           | Triangle Studios         | [ 23 ] [ 67 ]               |
| Real Farm                              | 2017        | PC, Nintendo Switch, PlayStation 4, PlayStation 5, Xbox One, Xbox Series X/S | Triangle Studios         | [ 23 ]                      |
| Fearful Symmetry & The Cursed Prince   | 2017        | PC, Xbox One                                                                 | Gamera Interactive       | [ 23 ]                      |
| Elea                                   | 2018        | PC, Xbox One, PlayStation 4                                                  | Kyodai                   | [ 19 ] [ 23 ] [ 24 ]        |
| Omen of Sorrow                         | 2018        | Дистрибуция PlayStation 4                                                    | AOne Games               | [ 23 ]                      |
| Xenon Racer                            | 2019        | PC, Nintendo Switch, PlayStation 4, Xbox One                                 | 3DClouds                 | [ 23 ] [ 42 ]               |
| Dollhouse                              | 2019        | PC, Nintendo Switch, PlayStation 4                                           | Creazn Studio            | [ 23 ] [ 26 ] [ 28 ] [ 68 ] |
| Truck Driver                           | 2019        | PC, Nintendo Switch, PlayStation 4, Xbox One                                 | Triangle Studios         | [ 23 ] [ 32 ]               |
| Dog Duty                               | 2020        | PC, Nintendo Switch, PlayStation 4, Xbox One, macOS                          | Zanardi and Liza         | [ 23 ] [ 45 ]               |
| Kaze and the Wild Masks                | 2021        | PC, Nintendo Switch, PlayStation 4, Xbox One, Google Stadia                  | PixelHive                | [ 23 ] [ 59 ] [ 69 ]        |
| HammerHelm                             | 2021        | PC                                                                           | SuperSixStudios          | [ 23 ]                      |
| Monster Crown                          | 2021        | PC, Nintendo Switch, PlayStation 4, Xbox One, macOS                          | Studio Aurum             | [ 23 ] [ 56 ] [ 70 ]        |
| Saint Kotar                            | 2021        | PC, Nintendo Switch                                                          | Red Martyr Entertainment | [ 23 ] [ 62 ] [ 71 ] [ 72 ] |